# Хуго XVII фон Монфор-Брегенц
Хуго XVII фон Монфор-Брегенц (на немски: Hugo XVII Graf von Montfort-Bregenz; † 22 юли 1536 в Хьохщет) е граф на Монфор-Брегенц в Западна Австрия.

## Биография
Той е от влиятелния и богат швабски род Монфор/Монтфорт, странична линия на пфалцграфовете на Тюбинген. Син е на граф Херман II фон Монфор-Брегенц († 1482/1430) и съпругата му Цецилия фон Лихтенщайн-Мурау, дъщеря на Никлас I фон Лихтенщайн († 1499/1500) и Анна фон Щубенберг († 1479). Потомък е на граф Хуго XIV фон Монфор († 1444) и на граф Конрад фон Монфор-Брегенц († 1387). Брат е на граф Георг II фон Монфор-Брегенц-Пфанберг III († 1544), женен сл. 1522 г. за полската принцеса Катарцина Ягелонка (1503 – 1548), на Йохан фон Монфор († 1483), каноник в Залцбург, на Волфганг фон Монфор († 1513), каноник в Гурк, и на Херман III фон Монфор († 1515).
Хуго XVII фон Монфор-Брегенц умира на 22 юли 1536 г. в Хьохщет на Дунав, Бавария. Погребан е в Айхщет.

## Фамилия
Първи брак: на 25 юни 1488 г. се жени за Вероника фон Валдбург-Зоненберг († 1517), вдовица на граф Лудвиг XIII фон Йотинген-Валерщайн († 1486), дъщеря на Еберхард I фон Валдбург-Зоненберг (1424 – 1479) и графиня Кунигунда фон Монфор-Тетнанг († сл. 1463), дъщеря на граф Вилхелм IV фон Монфор-Тетнанг († ок. 1439) и графиня Кунигунда фон Верденберг-Хайлигенберг-Блуденц († 1443). Бракът е бездетен.
Втори брак: на 23 май 1536 г. се жени за Доротея Фалкнерин. Те имат три деца:
- Кристоф фон Флугберг (* пр. 1532)
- Даниел фон Флугберг (* пр. 1532)
- Марина фон Флугберг (* пр. 1532), омъжена за д-р Йоханес фон Хирнкофен

Хуго XVII фон Монфор-Брегенц има от друга връзка († 1517) две дъщери:
- Марта Монфор († 1 юни 1555)
- Кристина фон Монфор († сл. 1524)